# Massimo Luongo
Massimo Luongo (Sydney, 25 de setembro de 1992), é um futebolista australiano que atua como meio-campo. Atualmente está no Millwall.

## Carreira
Luongo integrou o elenco da Seleção Australiana de Futebol, campeão da Copa da Ásia de 2015.

## Títulos
Austrália
- Copa da Ásia: 2015

Individual
- Copa da Ásia MVP: 2015
- Copa da Ásia Time do Torneio: 2015
- PFA League One Time do Ano: 2014–15